# Gert Eilenberger
Gert Eilenberger (* 21. Juli 1936 in Hamburg; † 21. November 2010) war ein deutscher theoretischer Physiker.

## Leben
Eilenberger legte 1955 sein Abitur an der Stormarnschule in Ahrensburg ab und studierte Physik an der Universität Göttingen, wurde dort 1961 bei Friedrich Hund promoviert (Ein Beitrag zur Theorie der inneren Feldemission) und habilitierte sich dort 1965 (Ableitung verallgemeinerter Ginzburg-Landau-Gleichungen für reine Supraleiter aus einem Variationsprinzip). Von 1965 bis 1967 war er an der Cornell University und ab 1970 Professor an der Universität zu Köln.
Eilenberger war mehr als dreißig Jahre Leiter des Instituts für Festkörperforschung (IFF) des Forschungszentrums Jülich (früher Kernforschungsanlage Jülich), in dem er auch Vorsitzender des Wissenschaftlich-Technischen Rats war. Er war auch am Aufbau des Supercomputerzentrums HLRZ (heute NIC) in Jülich beteiligt. 2001 wurde er in Jülich pensioniert.
Von ihm stammen bedeutende Beiträge zur Theorie der Supraleiter (Eilenberger Gleichungen) und nichtlinearen Dynamik (Solitonen).
Er war Mitglied der Nordrhein-Westfälischen Akademie der Wissenschaften (1996) und Mitglied im Vorstandsrat der Deutschen Physikalischen Gesellschaft.
Er war Mitherausgeber (Chairman of the Board) der Europhysics Letters.
Eilenberger war als Fachgutachter Allgemeine Physik der Deutschen Forschungsgemeinschaft tätig und förderte nach der Wiedervereinigung die Zusammenarbeit mit Dresden (dem heutigen Leibniz-Institut für Festkörper- und Werkstoffforschung, IFW).
Nach seiner Pensionierung war er in der Kommunalpolitik in Jülich aktiv.

## Schriften
- Solitons: mathematical methods for physicists, Springer Verlag 1981, 1983
- Reguläres und chaotisches Verhalten Hamiltonscher Systeme, 14. Ferienkurs Nichtlineare Dynamik in kondensierter Materie, Kernforschungsanlage Jülich, 1983
- G. Eilenberger: Wie versteht man chaotisches Verhalten bei getriebenen nichtlinearen Oszillatoren?: Herrn Professor Friedrich Hund zu seinem 100. Geburtstag am 4. Februar 1996 gewidmet. In: Physikalische Blätter. Band 52, Nr. 2, Februar 1996, ISSN 0031-9279, S. 116–119, doi:10.1002/phbl.19960520208., Online
- Gert Eilenberger: Festkörperphysik: Quo vadis? In: Physikalische Blätter. Band 37, Nr. 3, März 1981, ISSN 0031-9279, S. 69–71, doi:10.1002/phbl.19810370309., Online